# قرية السلاطين
السلاطين هي إحدى القرى التابعة لمحافظة المندق على مرتفعات جبال الحجاز شمال غرب منطقة الباحة.